# St. Ursula (Bremen)
Die Kirche St. Ursula in Bremen-Schwachhausen, Ortsteil Riensberg, Schwachhauser Heerstraße 166/Ecke Emmastraße ist die größte katholische Kirche der Stadt und gehört zu den bedeutenden Bremer Bauwerken.

## Geschichte

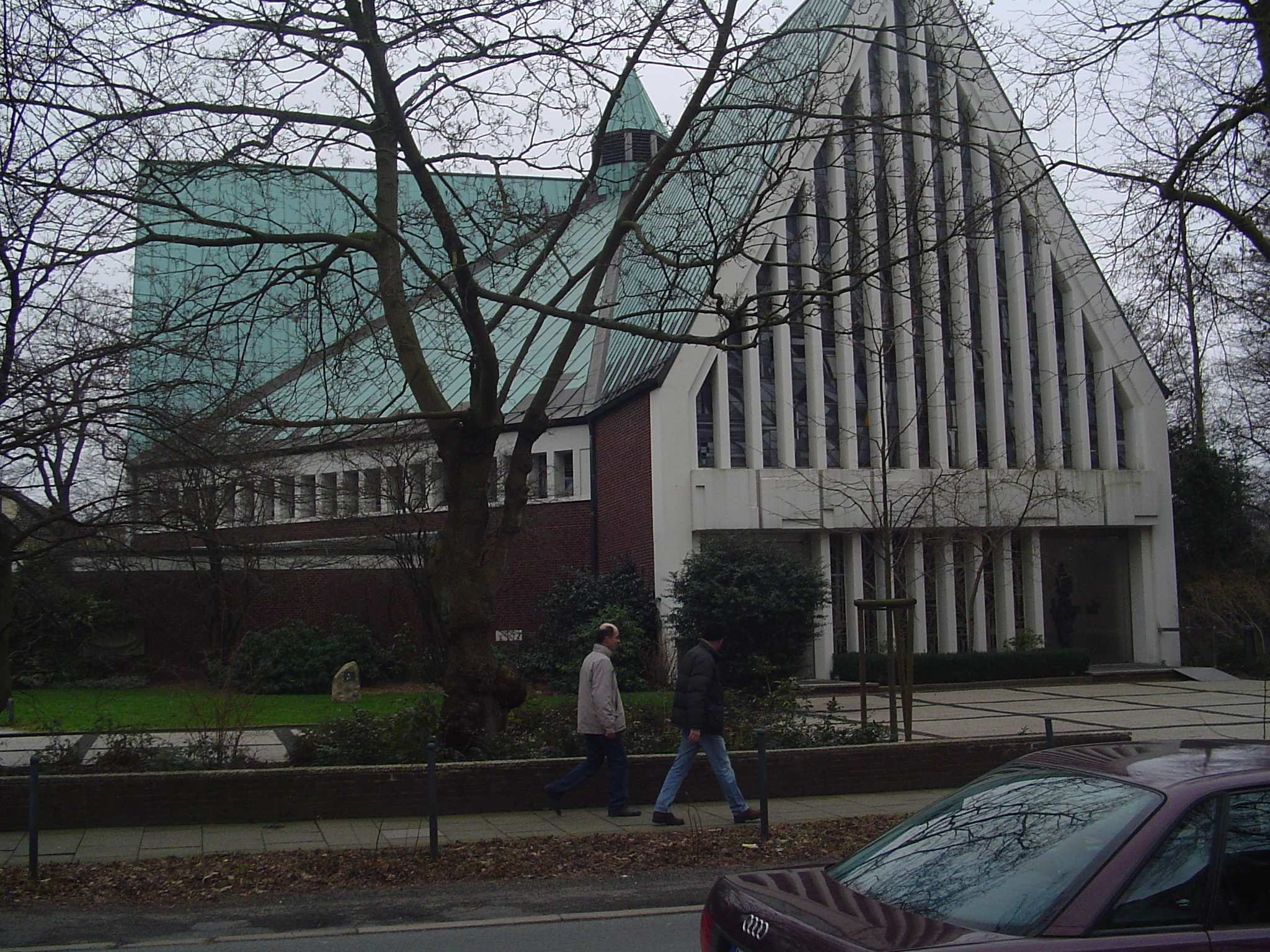
St. Ursula, Eingang

Die Kirche wurde 1968 nach Plänen von Karl-Heinz Bruns aus Bremen gebaut, am 10. November 1968 fand die Kirchweihe statt. Sie gehört heute mit der Kirche St. Georg und der Krankenhaus-Kapelle vom St. Joseph-Stift zur Pfarrei St. Katharina von Siena in Bremen.
Der Bau mit 500 Plätzen ist in der Form eines griechischen Kreuzes angelegt, mit zwei sich durchschneidenden Satteldächern. Zum achteckigen Kirchenraum gehören auch die dreieckigen Zwickel im Kreuz. Das Oktogon wird am Eingangsgiebel betont, da hier der Baukörper um vier Meter hervorspringt. Innen besteht ein zeltartiger Raumeindruck durch die holzverschalten Unterschichten der abgewalmten Dachflächen und der Satteldächer. Im Zentralraum steht in etwa mittig der Altarbereich. Der geschlossene Altargiebel und drei verglaste Giebel schaffen eine räumliche Spannung. Die überwiegend blauen Buntverglasungen zwischen den vertikalen Betonlamellen stammen von Günther Radloff. Später wurde ein achteckiger Dachreiter im Schnittpunkt der Firstlinien mit einem Kegeldach hinzugefügt; er dient auch der Dachbelüftung. Glocken trägt er keine.
Der architekturführer bremen schreibt dazu: „Innen sorgen im Deckenbereich abgewalmte Dachflächen im Wechsel mit den Untersichten der Satteldächer – beide holzverschalt – für einen reizvollen zeltartigen Raumeindruck“.
Die Kirche ist der Heiligen Ursula von Köln geweiht.

## Orgel
Die Orgel wurde im Jahr 1981 durch Alfred Führer Orgelbau, Wilhelmshaven, erbaut. Sie hat 28 Register auf drei Manualen und Pedal (Schleifladen) mit mechanischer Spiel- und elektrischer Registertraktur. Die Disposition:
| II Hauptwerk C–g3 |       |
| Bordun            | 16′   |
| Prinzipal         | 8′    |
| Gedackt           | 8′    |
| Oktave            | 4′    |
| Gemshorn          | 4′    |
| Oktave            | 2′    |
| Hohlflöte         | 2′    |
| Sesquialtera II   |       |
| Mixtur IV–V       | 1 ⁄3′ |
| Trompete          | 8′    |

| III Schwellwerk C–g3 |        |
| Rohrflöte            | 8′     |
| Gamba                | 8′     |
| Prinzipal            | 4′     |
| Gedacktflöte         | 4′     |
| Nasard               | 2 ⁄3′  |
| Waldflöte            | 2′     |
| Terz                 | 1 3⁄5′ |
| Sifflöte             | 1 ⁄3′  |
| Scharff IV–V         | 1′     |
| Dulcian              | 16′    |
| Oboe                 | 8′     |
| Tremulant            |        |

| Pedal C–f1      |     |
| Subbaß          | 16′ |
| Oktave          | 8′  |
| Spielflöte      | 8′  |
| Oktave          | 4′  |
| Rauschpfeife IV | 2′  |
| Posaune         | 16′ |
| Trompete        | 8′  |

- Koppeln: Koppelmanual (I. Manual), HW/P, SW/P
- Spielhilfen: 3 freie  Kombinationen, Handregister, Plenum, Balanciertritt für Schwellwerk.